# گلیندنبرگ
گلیندنبرگ (به آلمانی: Glindenberg) یک منطقهٔ مسکونی در آلمان است که در ولمیراشتت واقع شده‌است. گلیندنبرگ ۱٬۳۴۶ نفر جمعیت دارد.